# Lysander (admiraal)
Lysander (Oudgrieks: Λύσανδρος Lýsandros) was een beruchte Spartaanse admiraal tijdens de Peloponnesische Oorlog en de Korinthische Oorlog.
Hij werd geboren rond het midden van de 5e eeuw v.Chr. en sneuvelde in 395 v.Chr. Hij stond bekend als een bekwame, maar bijzonder wrede en gewetenloze militair. Zijn macht en invloed waren het grootst gedurende de laatste fase van de Peloponnesische Oorlog, toen hij met de steun van de Perzen (vooral van Cyrus, de broer van koning Artaxerxes II) de leiding kreeg van een sterke vloot. Niettemin brachten de reeds verzwakte Atheners deze in 406 nog een zware nederlaag toe bij de Arginusae-eilanden. Het jaar daarop versloeg Lysander de Atheners definitief bij de Aegospotami (een rivier in Thracië). Onmiddellijk daarop blokkeerde hij de Atheense levensader, de haven van Piraeus, en dwong daardoor de belegerde Atheners tot een smadelijke capitulatie. Hij hielp eerst de Dertig Tirannen aan de macht in Athene en liet er een Spartaans garnizoen achter om deze bij de uitoefening van hun terreurbewind te assisteren.
Ondanks zijn militaire kwaliteiten kwam hij in conflict met de autoriteiten in Sparta, waarna hij door de eforen werd afgezet wegens insubordinatie, omdat hij bepaalde instructies had genegeerd. Lysander sneuvelde in 395 in de periode van het beleg van de Boeotische stad Haliartus, tijdens de Slag bij Haliartus.